# 16986 Архівестеф
16986 Архівестеф (1999 AR34, 1978 EG, 1992 CL8, 16986 Archivestef) — астероїд головного поясу, відкритий 15 січня 1999 року.
Тіссеранів параметр щодо Юпітера — 3,571.